# Chaumières sur une colline
Chaumières sur une colline est une peinture à l'huile sur toile de Vincent van Gogh réalisée en juillet 1890 à Auvers-sur-Oise peu avant sa mort. Elle est conservée à Londres à la Tate Britain.

## Histoire
Van Gogh s'installe à Auvers-sur-Oise en mai 1890 pour se faire suivre par le docteur Gachet selon le conseil de son frère Théo. Auparavant, il a fait connaissance à Paris de sa belle-sœur Jo et de son petit bébé. Il demeure à l'auberge Ravoux. Il meurt à Auvers le 29 juillet 1890.
Ce tableau est légué en 1933 par C. Frank Stoop à la Tate Galerie (aujourd'hui Tate Britain).

## Description
Van Gogh écrit le 21 mai 1890 en français à sa sœur Willemina qu'il est bien installé dans ce petit village et qu'« il y a ici des toits de chaume moussus qui sont superbes et dont certainement je ferai quelque chose. ». Cette grande toile mesure 50,2 × 100,3 cm, format qu'il affectionne à la fin de sa vie. Elle rappelle par son sujet Chaumières à Auvers-sur-Oise (collection du musée de l'Ermitage de Saint-Pétersbourg), qu'il a peintes aussi sur le motif à son arrivée.